# 中水野站
中水野站（日语：／ Nakamizuno eki */?）是位於愛知縣瀨戶市內田町二丁目，愛知環狀鐵道的愛知環狀鐵道線車站。車站位於瀨戶市西北部的水野連區。

## 歷史
- 1988年（昭和63年）1月31日 - 愛知環狀鐵道新豐田站至高藏寺站之間開通，此站啟用。車站啟用時設有2面2線相對式月台，無人車站[2]。
- 1990年（平成2年）度 - 上行月台長度由2輛延長至4卡[3]。
- 1998年（平成10年）4月1日 - 成為有人車站[2]。
- 2004年（平成16年）10月3日 - 瀨戶市站至高藏寺站之間成為雙線鐵路[4]。
- 2019年（平成31年）3月2日 - 此站開始可以使用IC卡「TOICA」[5]。

## 車站構造
車站是一座高架車站，設有2面2線相對式月台。原本此站前後區間為愛知環狀鐵道線的單線區間，後來瀨戶市站至高藏寺站之間於2004年（平成16年）雙線化工程完後，前後區間均為雙線區間。
上下行線月台可容納的車廂數目相異。西邊的高藏寺方向月台可容納10卡編成的列車，東邊岡崎方向月台可容納4卡編成的列車。因此，平日直通至JR中央本線的列車中，曾經會使用6至8卡編成的列車。在那時候，後方部分車輛會實施選擇性車門操作。
車站設有檢票口與出入口，這些設施均位於高架橋（月台）下方。此站是有人車站，車站櫃臺營業時間為日間（平日 6：50～20：50，星期六及假日 6：50～11：30/14：50～19：30），其餘時段沒有車站職員當值。在職員當值時段可使用自動售票機。

### 月台
| 月台 | 路線            | 上下行 | 方向                           | 月台可容納 |
| ---- | --------------- | ------ | ------------------------------ | ---------- |
| 1    | ■愛知環狀鐵道線 | 上行   | 瀨戶市、岡崎方向               | 4卡        |
| 2    | ■愛知環狀鐵道線 | 下行   | 高藏寺、名古屋（經中央線）方向 | 10卡       |

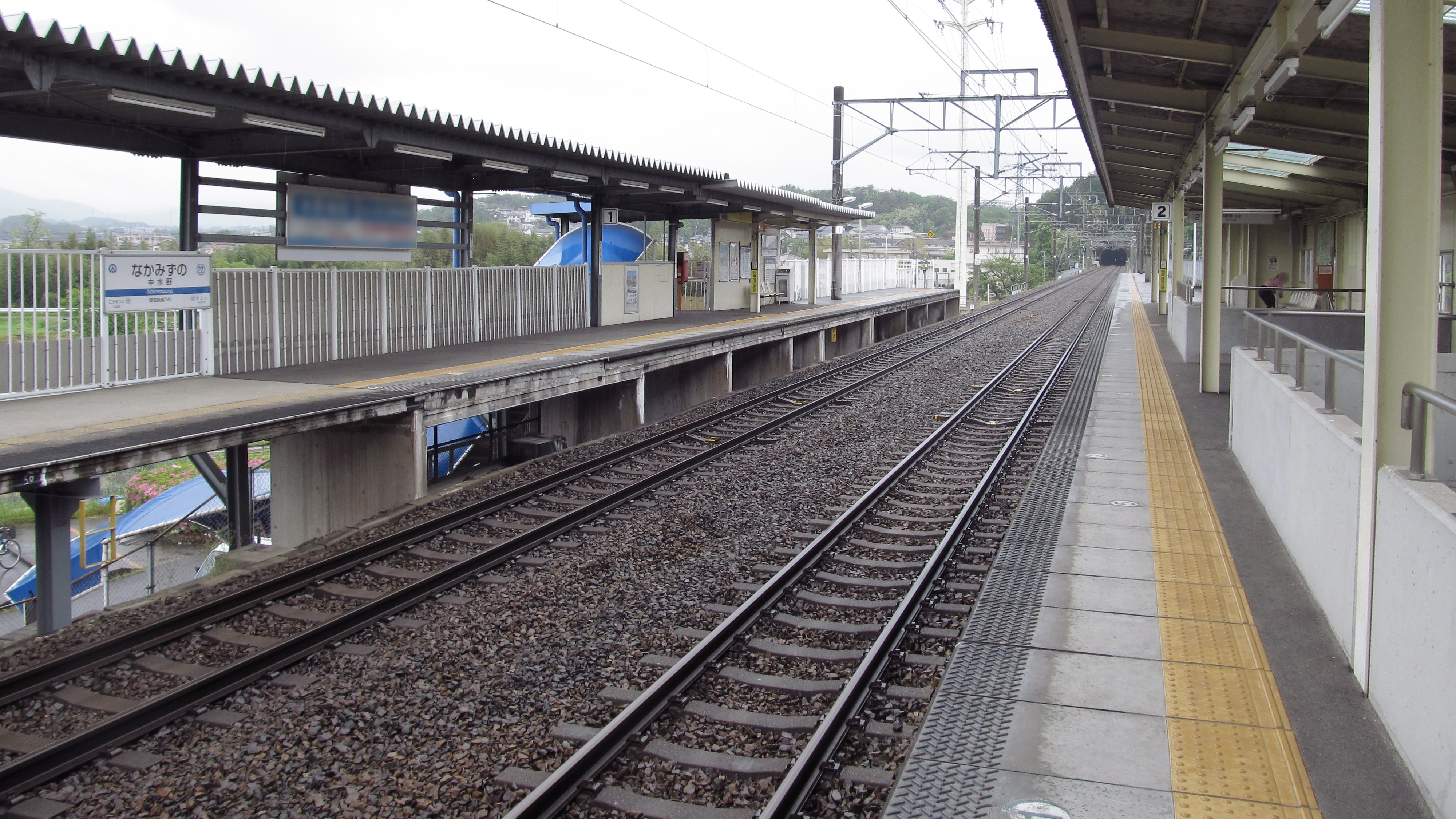
月台(2015年5月)
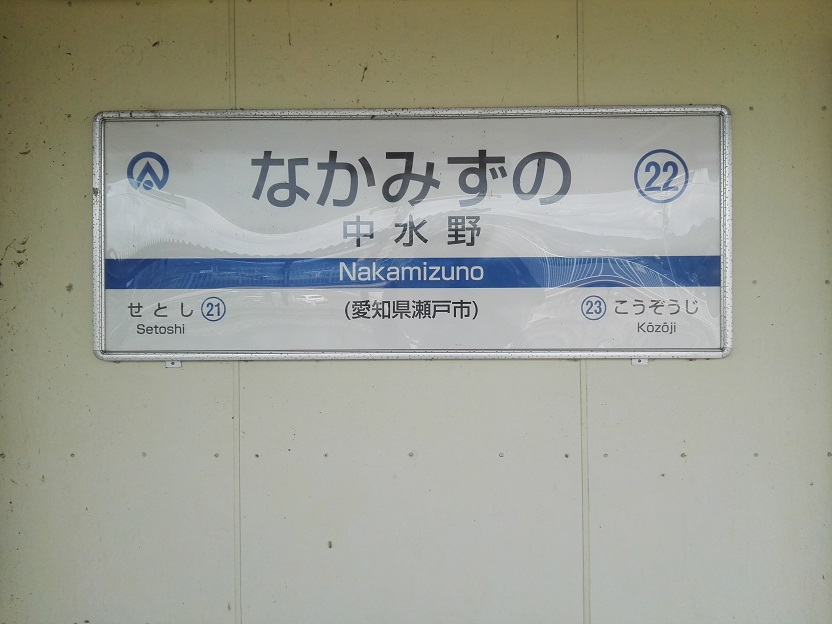
站名牌
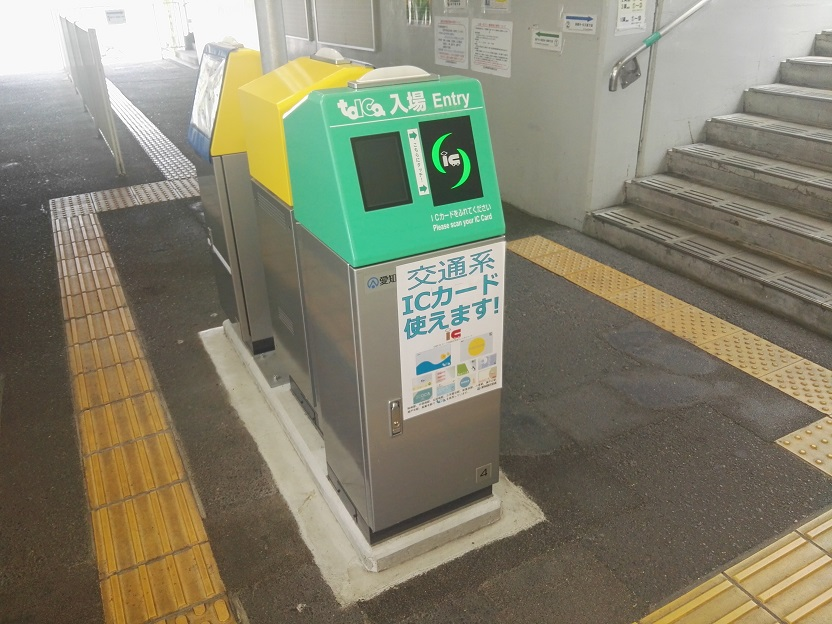
簡易TOICA閘機

## 使用狀況
根據「瀨戶市統計書」，以下為1日平均乘車人次列表。
- 2002年度　876人
- 2003年度　881人
- 2004年度　973人
- 2005年度　1,201人（愛知萬博舉行當年）
- 2006年度　1,128人
- 2007年度　1,193人
- 2008年度　1,259人
- 2009年度　1,292人
- 2010年度　1,360人

## 車站周邊
車站周邊較少住宅區，較多農田。車站北邊設有山丘，愛知環狀鐵道線會利用隧道穿越山丘。車站南邊同樣為丘陵地帶，愛知環狀鐵道線也有隧道在該處。
- 瀨戶市政廳水野分所
- 瀨戶市立水野小學
- 瀨戶市立西陵小學
- 瀨戶市立水野中學
- 瀨戶市立水北保育園
- 愛知縣立瀨戶北綜合高等學校（日语：愛知県立瀬戸北総合高等学校）
- NHK瀨戶水野電視中斷局（日语：NHK瀬戸水野テレビ中継局）
- 三社大明神社
- 小金山感應寺（日语：感応寺 (瀬戸市)）
- 小金觀音堂
- 藥王山東光寺
- 瀨戶市下水道資料館
- 定光寺街道（殿樣街道）

## 巴士路線
站前設有迴旋路與停車場。在迴旋路中設有中水野站巴士站，停靠的巴士包括名鐵巴士和瀨戶市社區巴士。

## 相鄰車站
愛知環狀鐵道
愛知環狀鐵道線
瀨戶市（21）－中水野（22）－高藏寺（23）

## 注腳
1. ↑   (PDF). 愛知環状鉄道.   [2021-08-14]. （原始内容存档 (PDF)于2022-08-07） （日语）.
2. 1 2  愛知環状鉄道. . 愛知環状鉄道. 2008 （日语）.
3. 1 2  《愛知環状鉄道の30年》配線略図，愛知環狀鐵道株式會社，2019年
4. ↑  《愛知環状鉄道の30年》年表，愛知環狀鐵道株式會社，2019年
5. ↑   (PDF) (新闻稿). 愛知環状鉄道. 2018-12-12  [2020-11-08]. （原始内容 (PDF)存档于2019-06-02） （日语）.
6. ↑  《愛知環状鉄道の30年》61頁，愛知環狀鐵道株式會社，2019年
7. ↑  瀬戸市統計書 （页面存档备份，存于）（日語） - 瀨戶市

## 外部連結
- 中水野站資訊 （页面存档备份，存于）（日語） - 愛知環狀鐵道